# Hieron II
Hieron II (ur. ok. 306 p.n.e., zm. 215 p.n.e.) – wódz syrakuzański, podający się za potomka Hierona I, od 275 p.n.e. tyran Syrakuz, po zwycięstwie nad Mamertynami w 265 p.n.e. nazwany królem Sycylii.

## Polityka
W czasie I wojny punickiej (264–241 p.n.e.) stanął po stronie Kartaginy. W 263 p.n.e. pobity przez Rzymian i zmuszony do zawarcia przymierza, zapewnił Rzymowi dostawy zboża.
Polityka taka (również na początku II wojny punickiej) dała pokój i dostatek miastu. Za panowania Hierona II wzniesiono w Syrakuzach wiele budowli i wzmocniono fortyfikacje (naukowa konsultacja i pomoc Archimedesa). Po jego śmierci Syrakuzy sprzymierzyły się z Kartaginą, a w 212 p.n.e. zostały zdobyte przez wojska rzymskie.

## Anegdota
Legenda głosi, że Hieron II, król Syrakuz zamówił dla siebie koronę z czystego złota. Jednak nie dowierzał złotnikowi. Posądzał go, iż koronę wykonał ze srebra, a z zewnątrz tylko pozłocił. Zwrócił się wtedy do przebywającego na jego dworze Archimedesa, aby ten sprawdził jego przypuszczenie, nie niszcząc pięknej korony. Archimedes sporo się nagłowił zanim rozwiązał zagadkę. Otóż nalał on do pełna wody do naczynia, a następnie zanurzył w nim koronę. Potem wyznaczył objętość wody, która została wyparta przez koronę, i czynność tę powtórzył, zanurzając w naczyniu kawałek czystego złota, którego ciężar był identyczny z ciężarem korony. Ponownie wyznaczył objętość wypartej wody. Gdyby korona była z prawdziwego złota, to obie objętości wody byłyby identyczne. Jednak korona wyparła więcej wody, co oznaczało, że złotnik był nieuczciwy.